# Punto caldo delle Bermude
Il punto caldo delle Bermude è un rigonfiamento della placca medio atlantica che si ipotizza causato da un punto caldo nell'Oceano Atlantico, a circa 500–1000 km a sudest delle Bermude, proposto per spiegare i vulcani estinti del Bermuda Rise come pure il cosiddetto Mississippi Embayment, il vasto avvallamento dove scorre il grande fiume americano, e il Sabine Uplift a sudovest del Mississippi Embayment.
In uno studio del 2002, Roy B. Van Arsdale e Randel Cox dell'Università di Memphis propongono che il punto caldo delle Bermude abbia generato il Mississippi Embayment durante il Cretacico inferiore, quando il punto caldo ha rafforzato e sollevato l'attuale vallata del Mississippi. L'altopiano si è poi eroso nel corso del tempo e, quando il movimento della placca nordamericana ha spostato via la vallata dal punto caldo, la litosfera assottigliata ha cominciato ad andare in subsidenza formando una fossa geologica. Ad evidenza di questo, lo studio cita le zone sismiche centrate su New Madrid e Charleston, e i camini di kimberlite vulcanica nell'Arkansas.
Altri studi invece sostengono che la mancanza di una catena di vulcani sottomarini di età crescente (come la catena sottomarina Hawaii-Emperor), l'assenza attuale di vulcanismo e l'allungamento del Bermuda Rise in senso obliquo rispetto al movimento della placca, sono tutte evidenze contrarie a un'origine da punto caldo per il Bermuda Rise. Peter R. Vogt e Woo-Yeol Jung attribuiscono il Bermuda Rise a una riorganizzazione della convezione del mantello associata con la chiusura dell'Oceano Tetide, anche se fanno notare che i processi in acque basse non danno una spiegazione sull'origine del magmatismo. Uno studio più recente trova un assottigliamento nella zona di transizione del mantello al di sotto delle Bermude, che sembra accordarsi con una risalita del mantello e una situazione di mantello caldo al di sotto delle Bermude.